# Зеленой Павло Олексійович
Павло Олексійович Зеленой (5 січня 1833 — 10 січня 1909, Одеса) — російський воєначальник і державний діяч українського поодження, повний генерал з Адміралтейства (1902).

## Біографія
Дворянин. Третій син у сім'ї капітана-лейтенанта у відставці Олексія Миколайовича Зеленого та його законної дружини Катерини Михайлівни. Освіту здобув у Морському кадетському корпусі (1851).

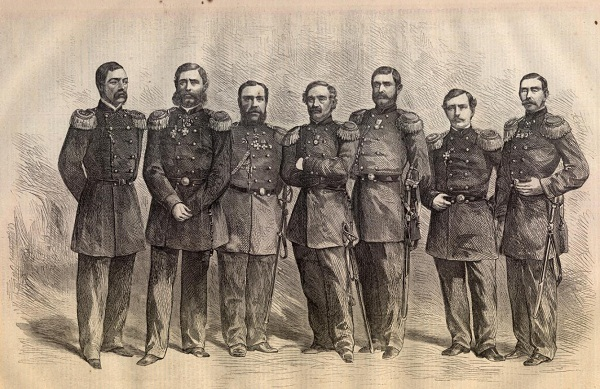
Капітани експедиції російського флоту до берегів Північної Америки. Зліва праворуч: П. Зеленой (кліпер «Алмаз»), І. Бутаков (Фрегат «Ослябя»), М. Федоровський (Фрегат «Олександр Невський»), адмірал С. Лісовський (Командир ескадри), М. Копитов (Фрегат «Пересвіт»), О. Кремер (Корвет «Витязь»), Р. Лунд (Корвет «Варяг»).

В 1850—1852 плавав на Балтійському морі. Здійснив два навколосвітні плавання на фрегатах «Палада» (1852—1854) та «Діана» (1855). З 1854 — лейтенант, в 1856—1860 — на фрегаті «Аскольд». Під час другої подорожі 6 місяців провів у англійському полоні.
З 1860 — командир кліпера «Алмаз», і до 1865 плавав у складі ескадри контр-адмірала С. Лісовського, у тому числі брав участь у Першій експедиції російського флоту до берегів Північної Америки. B 1866—1869 командував корветом «Витязь», потім — фрегатом «Світлана».
У 1870 звільнений зі служби для плавання на комерційних судах, був інспектором РОПІТа. Учасник російсько-турецької війни 1877—1878: командував загоном мінних загороджувачів, керував перевезенням російських військ з портів Мармурового моря до Росії.
У 1882 році був проведений у контр-адмірали. Потім на адміністративній службі: з 1882 — Таганрозький, а з 1885 — Одеський градоначальник. B 1891 отримав чин генерал-лейтенанта (за Адміралтейством). З 1898 — почесний Опікун Опікунської Ради установ Імператриці Марії.

## У мемуарах сучасників
Ось що пише про нього Сергій Мінцлов у своїх спогадах «Петербург у 1903—1910 роках»:

Під час мого перебування в Одесі служив там пристав — прізвище його забув — фахівець щодо вилову всяких злодіїв. Розгорілася якась історія, і несподівано з Москви налетіла до Одеси розшукова поліція; крадені речі, через які спалахнув сир-бор, знайшлися в цього самого лихача-пристава. Звичайно, граф Шувалов — тодішній градоначальник — негайно хотів віддати його під суд, але… у того, крім крадених речей, знайшлися і записочки колишнього градоначальника, нині почесного опікуна і великої шишки — Зеленого, з яких з'ясувалося, що Зелений запозичив у «бідного» (по формуляру) поліцейського пристава, свого підлеглого — 30 або 40 тисяч… Розгадка цієї шаради канула в Лету, оскільки Зелений, звичайно, вигородив свого, скажімо делікатно, — улюбленця; до речі, цей улюбленець нині є помічником поліцеймейстера в тій же Одесі.
Зелений був не градоначальник, а щось на зразок необмеженого повелителя; про нього ходять цілі легенди. Хам він був неймовірний: лаявся, не соромлячись, на вулицях на все горло, як два візники; між іншим, знаю про нього — я його ще застав у Одесі — такого роду оповідач. Якось несподівано надумав він уночі прогулятися пішки особливо звивистими вулицями. Звичайно, збоку тротуару шанобливо чеберяв поруч з ним пристав; позаду марширувала, як водиться, решта братії — навколодочні, городові і т. д.
«Заклади» мали бути на той час всі закриті; проте пильне око одеського Гарун-аль-Рашида побачило, що двері багатьох трактирів тільки зачинені, а всередині світло і шум.
- Відкрито? — промовив Зелений. — Чому береш? — раптом звернувся він до пристава, який уже думав, що прийшла його остання година. — Та ну, сміливіше!
- По сто карбованців, ваше превосходительство… — пролепетав пристав, пронизаний несплячим оком.
– Мало! — вирішив Зелений. — Більше з них, мерзотників, брати треба! — І велично пішов далі.— Сергей Рудольфович Минцлов. «Петербург в 1903—1910 годах» (воспоминания).

## Смерть та похорон
Помер 1909 року в Одесі. Був похований на 1-му Християнському (Старому) цвинтарі в Одесі (зруйновано на початку 1930-х років, тепер Преображенський парк). Але за побажанням дочок його порох і порох його дружини пізніше було перенесено в садибу «Високе» місто Бологе і лежало в склепі, біля каплиці. За деякими даними, після більшовицького перевороту могила була розорена, і стежками деякий час валялися коси «генеральші».

## Родина
Дружина: Верховська Наталія Михайлівна (1842—1901) Діти:
- Олександр (1872—1922), служив на Балтійському флоті, в 1917 контр-адмірал, потім військовий спеціаліст. У 1919—1920 начальник морських сил Балтійського моря;
- Катерина (1874-?), одружена з повітовим предводителем дворянства князем М. Путятіним ;
- Ольга (1877-?), одружена з шталмейстером, князем П. Путятіним. У 1919 сім'я через Одесу емігрувала на Мальту. Єдина дочка Наталія Путятіна (1904—1984) — балерина, засновниця Мальтійської академії балету.

## Нагороди
Серед численних нагород П. Зеленого, отриманого ним під час служби, вищі ступеня як російських — орденів Святого Станіслава та Святої Анни, орден святого Володимира другого ступеня, так і іноземних. Серед них:
- Орден Печатки Соломона (Абісінія)
- Орден Благородної Бухари (Бухара)
- Командорський ступінь ордена Філіпа Великодушного (Гессен-Дармштадт)
- Командорський хрест ордена Спасителя (Греція)
- орден Данеброг (Данія)
- Орден Лева і Сонця (Персія)
- Командорський хрест ордена Христа (Португалія)
- ордена Святого Сави та Таківського хреста (Сербія)